# Hugo Collet
Hugo Collet (* 15. September 1921 in Völklingen (Saar); † 19. Dezember 1993 in Pirmasens) war ein deutscher Politiker der SPD.  
Nach erfolgreich abgeschlossenem Abitur war er zunächst Arbeiter, dann Dolmetscher, Büroleiter, Personalchef, Geschäftsführer bis März 1967.
Am 10. Oktober 1940 beantragte er die Aufnahme in die NSDAP und wurde zum 1. September 1941 aufgenommen (Mitgliedsnummer 8.697.948). 1941 wurde er zur Kriegsmarine eingezogen und geriet nach einem Schiffsuntergang schon im gleichen Jahr in englische (später kanadische) Kriegsgefangenschaft, aus der er 1946 heimkehrte. 
Danach begann er mit aktiver Gewerkschaftsarbeit in der ÖTV, bei der HBV und im DGB. Zuletzt war er Kreisvorsitzender des DGB-Kreises Westpfalz; 1987 wurde er zum stellvertretenden Bezirksvorsitzenden der Gewerkschaft HBV gewählt.
Später begann auch seine politische Karriere. So war er Mitbegründer des Kreisverbandes Pirmasens der Europa-Union, Vorsitzender des SPD-Unterbezirks Pirmasens-Zweibrücken, Mitglied im Bezirksvorstand Pfalz und stellvertretender Landesvorsitzender der Arbeitsgemeinschaft für Arbeit in der SPD (AfA).
1960 wurde er Stadtrat in Pirmasens und ab 1964 Fraktionsvorsitzender. Bereits ein Jahr später wurde er Mitglied des Deutschen Bundestages und blieb dies bis 1987. Bis 1983 war er dabei Mitglied im Ältestenrat. 